# Steve Brignall
Steve Brignall (sinh ngày 12 tháng 6 năm 1960) là một cựu cầu thủ bóng đá người Anh thi đấu ở Football League cho Arsenal.